# لینبی
لینبی (به انگلیسی: Linby) یک روستا و محله مدنی در بریتانیا است که در گدلینگ واقع شده‌است. لینبی ۲۳۲ نفر جمعیت دارد.